# Віктор Маєр
Віктор Маєр (нім. Victor Meyer; 8 вересня 1848, Берлін, Німеччина — 8 серпня 1897, Гайдельберг, Німеччина) — німецький хімік. Зробив значний внесок в органічну та неорганічну хімії. Він став відомим за винахід приладу для визначення густини пари (апарат Віктора Маєра).

## Наукова діяльність
Маєр вперше отримав (1872) і досліджував аліфатичні нітросполуки; встановив, що при дії азотистої кислоти первинні нітросполуки утворюють нітролові кислоти, а вторинні — псевдонітроли; провів відновлення нітросполук в алкілгідроксіламіни і аміни. У 1882 відкрив у бензольній фракції кам'яновугільної смоли тіофен; вивчив властивості тіофену і багатьох його похідних. Відкрив реакцію альдегідів і кетонів з гідроксиламіном і вперше отримав оксими. Вперше (1892) отримав йодозо-, йодо-і йодонієві сполуки. Ввів уявлення про «просторових ускладненнях» при хімічних реакціях; запропонував метод визначення молекулярної ваги речовин за густиною їхньої пари (1878—1880).